# Third Avenue
La Third Avenue (en català, Tercera Avinguda) és una avinguda de l'East Side de Manhattan, a la ciutat estatunidenca de Nova York. Segueix una orientació de nord a sud. El seu extrem meridional toca a Astor Place i St. Mark's Place. És una de les quatre vies que formen The Hub, un punt d'altíssima densitat de trànsit i arquitectural al South Bronx.